# Каскад Сокілецьких джерел
Каскад Сокілецьких джерел — гідрологічна пам'ятка природи місцевого значення. Розташований поблизу хутора Соколиця Саранчуківської сільської громади Тернопільського району Тернопільської області.
Оголошений об'єктом природно-заповідного фонду рішенням Тернопільської обласної ради від 18 березня 1994. Перебуває у віданні місцевої селянської спілки.
Площа — 1 га.
Під охороною — джерела, цінні в науково-пізнавальному та естетичному значеннях.